# 吴梅 (越南)
吳梅（1924年—1947年），男，平定省符吉縣人，越南烈士。

## 生平
1924年吳梅出生於平定省符吉縣吉政社雲霑村的一個貧苦農民家庭裏。因爲父親早逝，他從小勞動養活自己和家庭。1945年吳梅加入越盟。當法國重新占領印度支那半島後，吳梅加入了游擊隊與法軍作戰。

## 戰功
1947年10月22日，吳梅抱着炸彈衝進法軍中，與敵人同歸於盡。